# Mishmar-Haémek
Mishmar-Haémek (משמר העמק) est un kibboutz situé dans la vallée de Jezreel, sur la route reliant Megiddo à Yokneam et aux pieds des Monts de Ménashé. Il est fondé en 1926 par des membres du Hashomer Hatzaïr.

## Histoire
Lors des émeutes sanglantes de 1929, les membres du kibboutz doivent l'abandonner, et il est saccagé par les villageois arabes.
Durant la Guerre d'Indépendance, Mishmar-Haémek doit faire face à un important assaut, en avril 1948, mené par un millier de soldats arabes, qui réussissent à isoler le kibboutz de tout accès vers l'extérieur. C'est la première fois dans l'histoire du conflit israélo-arabe que les forces arabes emploient les canons. Lors d'un court cessez-le-feu, les membres du kibboutz évacuent femmes et enfants. Les combats reprennent alors durant 5 jours. Le 10 avril, la contre-attaque israélienne met un terme aux combats.
Mishmar-Haémek compte aujourd'hui quelque 500 membres vivant principalement de revenus agricoles.

## Personnes
- Mordechai Bentov, politicien.